# Skärgårdshavet

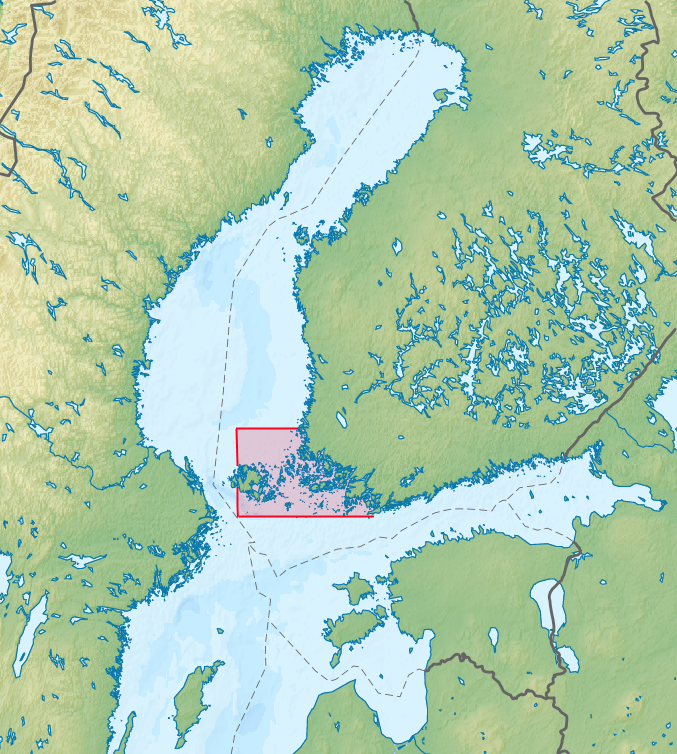
Skärgårdshavets läge

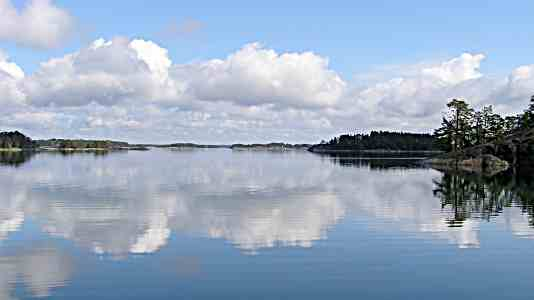
Fjärd i Hitis

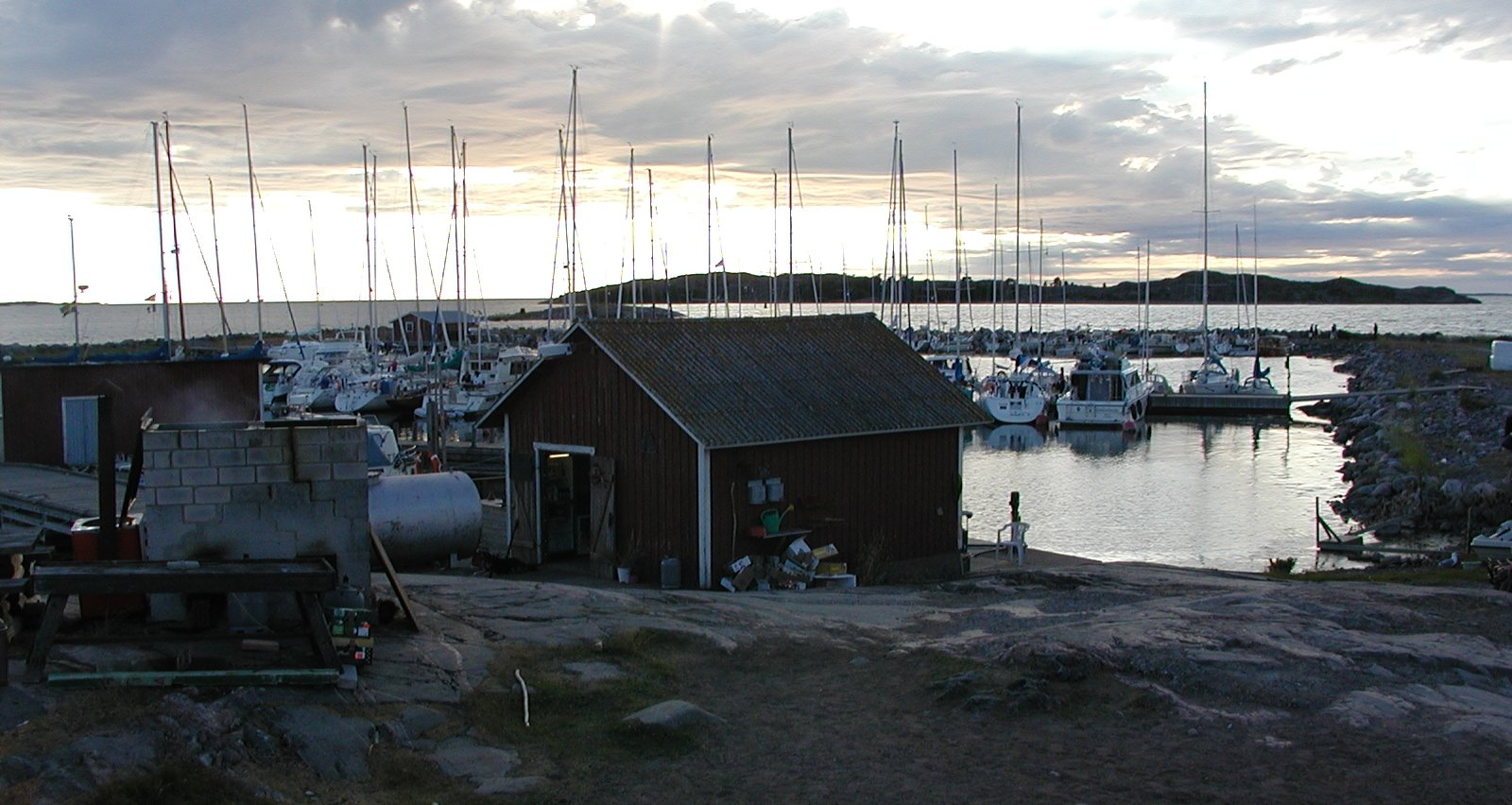
Jurmo i ytterskärgården. Fotografi av lokalbefolkningens fasta bebyggelse och gästhamnen för fritidsbåtar, 2005.

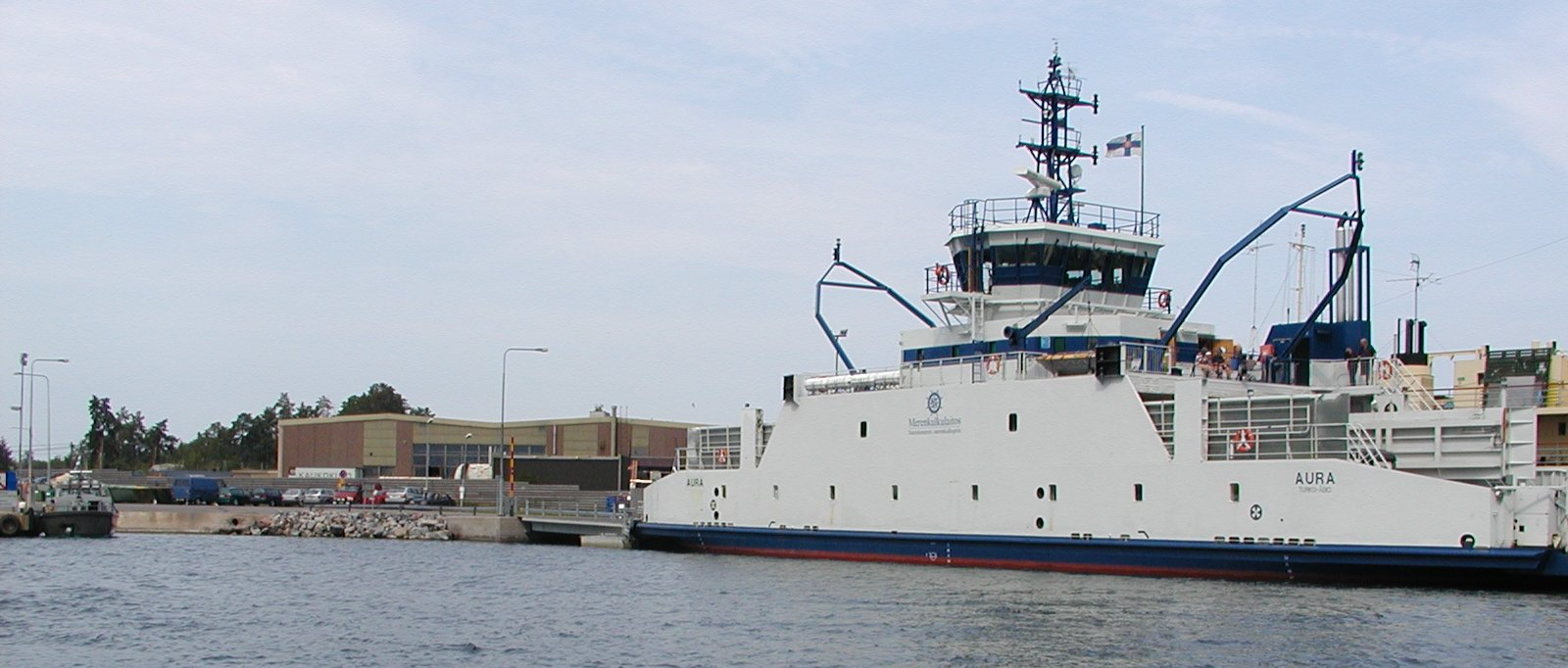
Förbindelsefartyget Aura i Kasnäs, vilket är byggt som landsvägsfärjorna, men fungerar som förbindelsefartyg.

Skärgårdshavet (finska: Saaristomeri) ligger i södra Bottniska viken och är ett havsområde i Finland mellan fasta Åland och finländska fastlandet. I området finns två större fjärdar där det är jämförelsevis glest mellan öarna, Skiftet och Delet. Gränsen mellan Åland och Egentliga Finland går längs Skiftet. Farlederna in till Åbo och Nådendal går genom Skärgårdshavet.
I skärgårdshavet ligger Ålands skärgård och Åbolands skärgård och resten av skärgården utanför Åbos kust. I Ålands skärgård ligger skärgårdskommunerna Brändö, Föglö, Kumlinge, Kökar, Sottunga och Vårdö. I Åbolands skärgård finns skärgårdskommunerna Kimitoön och Pargas stad och numera till Salo hörande Finby. I resten av skärgården utanför Åbos kust återfinns skärgårdskommunerna Gustavs, Nådendal, Tövsala och Villnäs.
Öarna i skärgårdshavet har 33 000 fast bosatta invånare.

## Geografi
Skärgårdshavets arkipelag har ett mycket stort antal öar – alltifrån små kobbar eller till och med enstaka stenar som sticker upp från vattnet till större bebodda öar. Antalet öar större än 1 km² är 257 och öar större än 0,5 hektar är runt 18 000. Om man inkluderar även obeboeliga skär, kobbar och uppstickande klipphällar, kan antalet uppskattas till cirka 50 000.[källa behövs] Jämförelsevis kan nämnas att Indonesien består av mellan 13 000 och 18 000 öar.
Arkipelagen har bildats genom landhöjningen efter senaste istiden. För närvarande är landhöjningen mellan 4 och 10 mm per år, och nya skär bildas kontinuerligt. Skärgårdshavet är relativt grunt, med ett genomsnittligt vattendjup på 23 meter.
Skärgårdshavets natur är egenartad, karg men samtidigt frodig. Vegetationen präglas speciellt av askdungar medan kala kobbar och klippor ger strandområdena deras distinkta utseende.
I områdets sydliga delar finns ett grupp sandåsar, sandöar vilka är kopplade till Salpausselkäs första del, varav den största är Jurmo i Korpo. Den andra Salpausselkäs tillägg utgörs av bland annat Örö. Sandöarnas flora och fauna är rikare än vanligt för regionen.

## Klimat
I synnerhet den yttre skärgårdens klimat är mycket milt jämfört med vanliga finländska förhållanden, vilket illustreras av att man vid Utö har uppmätt Finlands högsta medeltemperatur, 7,7 °C, vilket närmar sig medeltemperaturen för södra Sverige. Även om vintrarna är milda och temperaturen sällan når lägre –10 grader är somrarna däremot svalare än inne i landet. Den varma årstidens högsta temperaturer överstiger sällan 20 grader, men tills vidare har de lägsta temperaturerna hållits ganska höga. På grund av takten enligt vilket vattenmassorna värms är augusti ofta den varmaste månaden. Nederbördsmängden är också lägre i skärgården.

## Historia
Skärgårdshavets historia som bebodd region inleddes under sen stenålder för omkring 4000 år sedan. De äldsta tecknen på bebyggelse har hittats i Dragsfjärd. Bevisen för bebyggelse bygger på pollenanalyser, vilka antyder att man i området skulle ha idkat småskaligt jordbruk. Redan tidigare hade samlare fiskat, jagat säl och plockat ägg och fågelungar. Kornet var uppenbarligen det första sädesslaget, men först dök mängder av ängs- och grässorter upp, vilket tyder på att man utnyttjade vissa ställen som betesmark.
Kring samma period, för 4 000 år sedan avgränsades havet och skärgården vid det nuvarande Houtskär, Korpo och Nagu, medan det som idag kallas yttre skärgård var ett grundrikt öppet hav. Landhöjningen är numera 3–4 mm per år, vilket är betydligt mindre än förr. Under de gångna 4 000 åren har den yttre skärgården stigit 20–25 meter.

## Nationalparken
Skärgårdshavets nationalpark bildades 1983 och skall förutom naturen också skydda skärgårdskulturen och olika kulturlandskap. Själva nationalparken omfattar drygt 2 000 av de ungefär 8 400 öarna och kobbarna inom samarbetsområdet. Nationalparken omfattar med vissa undantag (framförallt försvarsmaktens områden) all av staten ägd mark inom nationalparkens samarbetsområde, mer eller mindre hela Skärgårdshavets yttre skärgård öster om Åland och söder om Lövskärsfjärden i Houtskär och söder om Korpo, Nagu, Pargas och Kimito huvudöar.
Det är fritt att röra sig med egen båt i nationalparken, med undantag av vissa skyddsområden. Förbindelsebåtar trafikerar till de bebodda öarna och många företagare erbjuder båttransport enligt överenskommelse.

## Skärgårdens ringväg

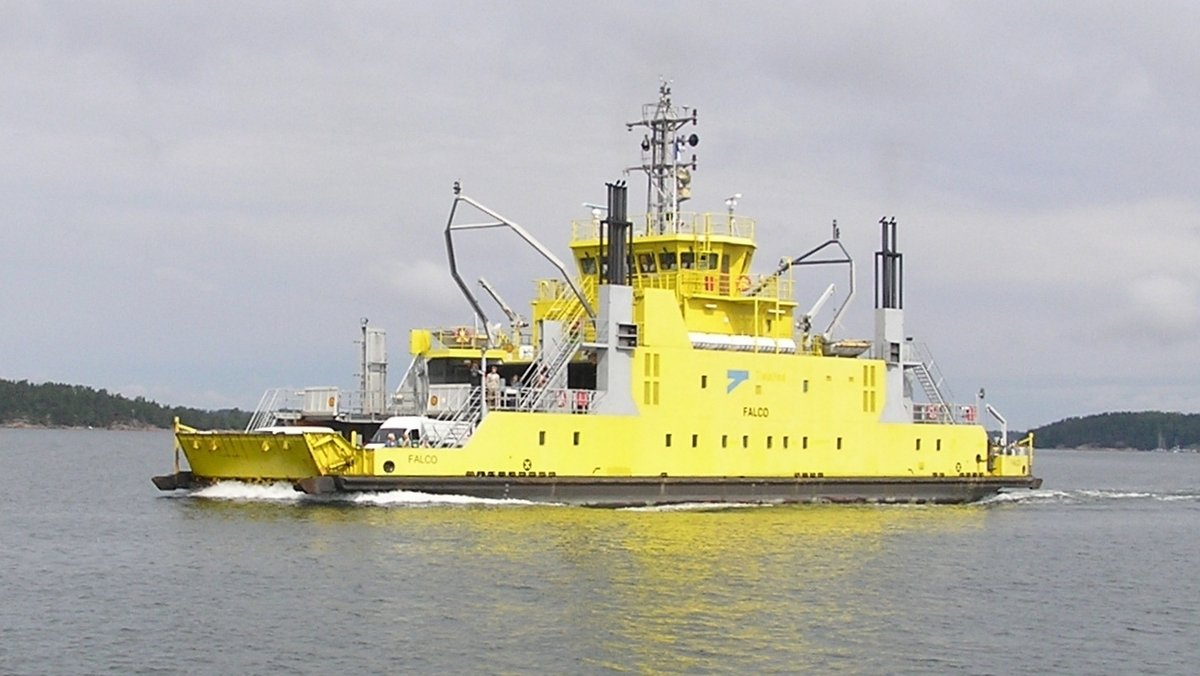
Landsvägsfärja mellan Pargas och Nagu

Skärgårdens ringväg är en nationell turistrutt, som uppmärksammar möjligheten att under högsäsong bekanta sig med skärgårdskommunerna längs Skärgårdsvägen med dess landsvägsfärjor, fortsätta med förbindelsefartyg via Iniö eller Rimito och den finskspråkiga skärgården och återvända till Åbo längs kusten i norr.
Den "stora ringvägen" via Iniö är ca 250 km lång. Ringvägen lämpar sig för såväl privat bil som buss eller cykel (eller kombinationer av de två sistnämnda). Under högsäsong kan förbindelsefartygens kapacitet försvåra framkomsten för husbilar och andra större fordon.
Ringvägen öppnades officiellt 1997. En del av förbindelsefartygslinjerna upprätthålls specifikt för ringvägen (lokalbefolkningen rör sig sällan mellan det svenskspråkiga Nagu och det finskspråkiga Rimito).

## Ålandstrafiken
Landskapet Åland driver de skärgårdsfärjor som trafikerar Ålands skärgård. Färjetrafiken sköts av Ålands landskapsregerings trafikavdelning under varumärket Ålandstrafiken.

### Fotnoter
1. ↑  ”Skärgårdshavet”. Nationalencyklopedin. http://www.ne.se/uppslagsverk/encyklopedi/l%C3%A5ng/sk%C3%A4rg%C3%A5rdshavet. Läst 14 februari 2016.
2. ↑  ”Skärgårdens Ringväg”. Pargas Stad. 22 februari 2020. Arkiverad från originalet den 28 februari 2021. https://web.archive.org/web/20210228041845/https://visitparainen.fi/sv/ringvagen/. Läst 22 februari 2020.